# Szent György-rend (spanyol)
A Szent György-rend (es: Orden de San Jorge de Alfama) spanyol egyházi lovagrend.  1201-ben alapította II. Katolikus Péter, Aragónia és Katalónia királya, Alfamai Szent György-rend néven. Nevét az Alfama sivatagról kapta, mely Tartúsztól mintegy öt kilométerre található.

## Története
Mivel II. Katolikus Péternek unokaöccse támogatásához pénzre volt szüksége, súlyos adókat vetett ki, ami általános elégedetlenséget váltott ki. Ezért a mórok elleni háborúban igyekezett új területeket szerezni és ezért hozta létre a Szent György Lovagrendet is, melyhez az Alfama nevet adta a hasonló nevű uradalomról, melyet akkoriban szerzett meg. 
A rend Hippói Szent Ágoston reguláját fogadta el, melyet 1373-ban hagytak jóvá. A lovagok segítségével a király hadjárata sikeres volt. VIII. Alfonz kasztíliai király is őket kérte fel a muszlimok elleni háborúja során, valamint az aragónok és katalánok oldalán részt vettek a Las Navas de Tolosa mellett megvívott csatában. Csatlakoztak a katharok elleni keresztes háborúhoz is. 
Békeidőben a rend hanyatlásnak indult, melybe IV. Péter igyekezett életet lehelni és ehhez XI. Gergely pápa megerősítését is kérte. A rend hanyatlása azonban már megindult. Konventje nagyon kis létszámú volt, kevés lovaggal. Ezért I. Márton király 1400-ban egyesítette a Montesa-renddel, amit XIII. Benedek pápa is jóváhagyott. A Montesa-rend a Calatrava-kereszt használata helyett ekkor tért át a Szent György-rend vörös keresztjével egyesített saját jelképére.         
A rend néhány hónap híján két évszázadig állt fenn miközben állandó konfliktusban állt a Calatrava-renddel és néha összeütközésbe is került vele. Bátran harcoltak Valencia ellen, szemben álltak a város nemességével és a néppel együtt szövetkeztek Péter király centralizációs törekvéseivel szemben. Harcoltak Itáliában V. Alfonz oldalán és részt vettek a genovaiak elleni tengeri ütközetben. 

## Külső hivatkozások
- Kisebb szerzetes-lovagrendek (magyar nyelven). (Hozzáférés: 2010. május 21.)[halott link]

- La Orden De San Jorge (spanyol nyelven). (Hozzáférés: 2010. május 21.)[halott link]

- Fernando Andrés Robres: SANTA MARIA DE MONTESA Y SAN JORGE DE ALFAMA (spanyol nyelven). (Hozzáférés: 2010. május 21.)

- Castillo de San Jorge de Alfama (spanyol nyelven). (Hozzáférés: 2010. május 21.)